# Papa-taoca-de-pernambuco
Papa-taoca-de-pernambuco (nome científico: Pyriglena pernambucensis) é uma espécie de ave pertencente à família dos tamnofilídeos, endêmica do Nordeste do Brasil. É considerado por alguns autores como uma subespécie de Pyriglena leuconota, mas alguns estudos sugerem a separação em espécies distintas.
Seu nome popular em língua inglesa é "Pernambuco Fire-eye".